# Баландино (Владимирская область)
Баландино — деревня в Гороховецком районе Владимирской области России, входит в состав Фоминского сельского поселения.

## География
Деревня расположена в 9 км на юг от центра поселения села Фоминки и в 47 км на юго-запад от Гороховца.

## История
В окладных книгах Рязанской епархии 1678 года деревня входила в состав Ростригинского прихода, в ней было 17 дворов крестьянских.
В XIX — первой четверти XX века деревня входила в состав Фоминской волости Гороховецкого уезда. В 1859 году в деревне числилось 67 дворов, в 1905 году — 132 двора.
С 1929 года деревня входила в состав Фоминского сельсовета Фоминского района Горьковского края. С 1944 года — в составе Владимирской области. С 1965 года — в составе Гороховецкого района.
В 2017 году в деревне было 8 постоянных жителей, все пенсионного возраста. Жилых домов (сезонное проживание) порядка 60.

## Население
| 1859 | 1897 | 1905 | 1926 | 2002 | 2010 | 2021 |
| ---- | ---- | ---- | ---- | ---- | ---- | ---- |
| 511  | ↗718 | ↗764 | ↘762 | ↘37  | ↘16  | ↗19  |